# Davalliaceae
Davalliaceae is een familie van kleine tot middelgrote, epifytische en lithofytische varens uit subtropische en tropische streken, nauw verwant aan de veel grotere eikvarenfamilie (Polypodiaceae).
De familie heeft in Europa één vertegenwoordiger op het Iberisch Schiereiland: Davallia canariensis.

## Naamgeving enetymologie
De familie Davalliaceae is vernoemd naar het geslacht Davallia.

## Kenmerken
Davalliaceae-soorten zijn kleine tot middelgrote varens. De plant heeft lange, kruipende rizomen, dorsoventraal afgeplat en dicht bezet met schubben. De bladstelen vallen af aan de basis en laten een duidelijk litteken na. De bladen zijn in de regel één- tot viervoudig geveerd, zelden ongedeeld, meestal eenvormig, onbehaard of zelden voorzien van gearticuleerde haartjes. De bladnerven zijn gevorkt of veervormig vertakt.
De sporenhoopjes zitten aan de onderzijde van de bladen tussen de nerven en de bladrand, zijn min of meer rond, en worden beschermd door een trechter-, nier- of maanvormig dekvliesje. De sporendoosjes zijn langgesteeld, met een verticale annulus. De sporen zijn ellipsoïde van vorm en geel tot lichtbruin gekleurd.
De gametofyten zijn groen en hartvormig.

## Habitaten verspreiding
De familie omvat epifytische en lithofytische varens uit subtropische en tropische streken van de eilanden van de Stille Oceaan, Australië, Azië en Afrika.Davallia canariensis komt voor op de Canarische Eilanden.

## Taxonomie
In de recente taxonomische beschrijving van Smith et al. (2006) worden de familie Davalliaceae als zusterfamilie van de familie Polypodiaceae (eikvarenfamilie) in de orde Salviniales geplaatst, die samen met het grootste deel van de varens de klasse Polypodiopsida vormen.
Volgens diezelfde auteurs is het een monotypische groep, tenminste indien de geslachten Gymnogrammitis en Leucostegia worden uitgesloten; Gymnogrammitis wordt dan in de Polypodiaceae opgenomen, Leucostegia in Dryopteridaceae (niervarenfamilie). De onderlinge grenzen van de geslachten Araiostegia, Davallia en Pachypleuria zijn echter vaag, en de drie geslachten zijn in de huidige poly- of parafyletisch.
De familie omvat vier geslachten met ongeveer 65 soorten:
- Familie: Davalliaceae
  - Geslachten:
    - Araiostegia
    - Davallia (incl. Humata, Parasorus, Scyphularia)
    - Davallodes
    - Pachypleuria

### Beschreven soorten
Van de familie worden de volgende soorten in detail beschreven:
- Davallia canariensis